# Die Simpsons/Staffel 19
Die neunzehnte Staffel der US-amerikanischen Zeichentrickserie Die Simpsons wurde vom 13. September 2007 bis zum 18. Mai 2008 auf dem US-amerikanischen Sender Fox gesendet. Die deutschsprachige Free-TV-Erstausstrahlung sendete der Sender ProSieben vom 6. Oktober 2008 bis zum 2. März 2009.
Die Staffel wurde am 3. Dezember 2019 in den Vereinigten Staaten und am 5. Dezember 2019 in Deutschland als DVD veröffentlicht.

## Episoden
| Nr. (ges.) | Nr. (St.) | Deutscher Titel                                           | Originaltitel                               | Erstausstrahlung (USA) | Deutschsprachige Erstausstrahlung (D) | Regie                         | Drehbuch                       | Prodc. |
| --- | --------- | --------------------------------------------------------- | ------------------------------------------- | ---------------------- | ------------------------------------- | ----------------------------- | ------------------------------ | ------ |
| 401 | 1         | Die unglaubliche Reise in einem verrückten Privatflugzeug | He Loves To Fly And He D’oh’s               | 23. Sep. 2007          | 6. Okt. 2008                          | Mark Kirkland                 | Joel H. Cohen                  | JABF20 |
| Homer rettet Mr. Burns vor dem Ertrinken in einem Springbrunnen. Als Dank lädt Mr. Burns dafür Homer auf eine Reise nach Chicago in seinem Privatjet ein. Homer will später unbedingt wieder in einem Privatjet fliegen. Für Homer eröffnet sich die Möglichkeit, Sicherheitsinspektor bei einer Kupferrohr-Firma zu werden, wo er mit einem Privatjet von Firma zu Firma fliegen könnte. Noch vor dem Vorstellungsgespräch kündigt Homer seinen alten Job. Doch er bekommt den Job nicht, verschweigt dies aber seiner Familie bis Bart Homer zufällig bei Krusty-Burger entdeckt. Während einer Reise mit einem Privatjet will er Marge sein Geständnis ablegen. Der Pilot verliert aufgrund von Drogenkonsum die Kontrolle über das Flugzeug. Homer muss den Privatjet nun alleine landen, was ihm mit Hilfe von Marge auch gelingt.                                           |           |                                                           |                                             |                        |                                       |                               |                                |        |
| 402 | 2         | Homerotti                                                 | The Homer of Seville                        | 30. Sep. 2007          | 6. Okt. 2008                          | Michael Polcino               | Carolyn Omine                  | JABF18 |
| Die Simpsons möchten besonders günstig Essen, für das man nicht lange anstehen muss. Sie landen anschließend auf einer privaten Trauerfeier, wo Homer sogar als Sargträger fungiert. Homer verstaucht sich den Rücken, als er in ein offenes Grab stürzt. Es wird festgestellt, dass Homer besonders gut singen kann, wenn er auf dem Rücken liegt. Homer wird ein gefeierter Opern-Star, der alle seine Rollen auf dem Rücken liegend interpretieren muss. Eine besonders hartnäckige Stalkerin schleicht sich sogar ins Haus der Simpsons ein und wird Präsidentin vom Homer-Fanclub. Als Homer sie jedoch abblitzen lässt, schmiedet sie Mordpläne. Marge kann bei der Vorstellung vom Barbier von Sevilla verhindern, dass die als Dirigentin verkleidete Stalkerin Homer mit einem Giftpfeil ermordet. Aus Angst beschließt nun Homer, seine Karriere als Sänger zu beenden. |           |                                                           |                                             |                        |                                       |                               |                                |        |
| 403 | 3         | Abgeschleppt!                                             | Midnight Towboy                             | 7. Okt. 2007           | 13. Okt. 2008                         | Matthew Nastuk                | Stephanie Gillis               | JABF21 |
| Homer sucht verzweifelt nach Milch für Maggie, und landet im Ort Guidopolis. Dort wird er abgeschleppt, weil er falsch geparkt hat. Er lernt Louie, den Abschleppfahrer von Guidopolis, kennen. Homer sieht den Job des Abschleppfahrers als einen Traumjob, anschließend wird er Abschleppfahrer von Springfield. Homer schleppt nun so gut wie alle Fahrzeuge ab, auch die seiner Freunde. Die Springfielder tun sich zusammen, um Homer das Handwerk zu legen. Louie wird verärgert, als Homer einen Wagen in seinem Revier in Guidopolis abschleppt. Er wirft Homer in ein Kellerverlies, wo auch bereits andere Abschleppfahrern einsitzen. Maggie schafft es, Homer aus dem Keller zu befreien. |           |                                                           |                                             |                        |                                       |                               |                                |        |
| 404 | 4         | Ich will nicht wissen, warum der gefangene Vogel singt    | I Don’t Wanna Know Why the Caged Bird Sings | 14. Okt. 2007          | 20. Okt. 2008                         | Dana Gould                    | Bob Anderson                   | JABF19 |
| Als Lisa zur „Schülerin des Jahrtausends“ erklärt wird, fehlt Marge. Sie ist eine der Geiseln in einem Banküberfall. Dwight, einer der beiden Räuber, ergibt sich, weil Marge verspricht, ihn im Gefängnis zu besuchen. Marge findet jedoch keine Zeit, ihn zu besuchen. Bereits traumatisiert durch die Tatsache, dass seine Mutter ihn als Kind in einem Vergnügungspark ausgesetzt hat, bricht Dwight schließlich aus und nimmt Marge ein zweites Mal als Geisel. Er versucht mit ihr, im Vergnügungspark den verlorenen Tag seiner Kindheit nachzuholen. |           |                                                           |                                             |                        |                                       |                               |                                |        |
| 405 | 5         | Nach Hause telefonieren                                   | Treehouse of Horror XVIII                   | 4. Nov. 2007           | 3. Nov. 2008                          | Chuck Sheetz                  | Marc Wilmore                   | JABF16 |
| E.T. Go Home – Kodos versteckt sich vor der Regierung und Bart und Lisa helfen ihm, eine Maschine zusammenzubauen, um seinen Heimatplaneten zu kontaktieren. Mr. and Mrs. Simpson – Homer führt ein Doppelleben und wird beauftragt, Kent Brockman umzubringen. Dabei trifft er Marge, die ebenfalls als Auftragskillerin arbeitet. Heck House – Bart, Lisa und zwei andere Kinder üben zu Halloween Streiche aus. Nachdem sie zu weit gehen, verwandelt Ned Flanders die Kirche in ein Höllenhaus. |           |                                                           |                                             |                        |                                       |                               |                                |        |
| 406 | 6         | Kleiner Waise Milhouse                                    | Little Orphan Millie                        | 11. Nov. 2007          | 27. Okt. 2008                         | Lance Kramer                  | Mick Kelly                     | JABF22 |
| Milhouse' Eltern heiraten wieder und verbringen auf einer Kreuzfahrt ihre zweiten Flitterwochen, wo sie ins Wasser fallen und für tot gehalten werden. Als Milhouse das hört, beginnt er sich wie ein richtiger Mann zu verhalten. Schließlich macht ihn sein neues Verhalten bei seinen Mitschülern beliebter und Bart ist dagegen, dass Milhouse jetzt cooler ist. Bart holt daraufhin den dänischen Onkel von Milhouse nach Springfield, was ihn jedoch noch beliebter macht. Marge will währenddessen Homer ihre Augen nicht mehr zeigen, da dieser sich nicht mehr an ihre Augenfarbe erinnern kann. |           |                                                           |                                             |                        |                                       |                               |                                |        |
| 407 | 7         | Szenen einer Ehe                                          | Husbands and Knives                         | 18. Nov. 2007          | 10. Nov. 2008                         | Nancy Kruse                   | Matt Selman                    | JABF17 |
| In Springfield wird ein neuer Comicbuchladen eröffnet, welcher den alten Comicbuchladen dazu bringt, zu schließen. Marge eröffnet dort ein Fitnesscenter für Frauen, das bald landesweiten Erfolg hat und sie berühmt macht. Homer ist beunruhigt, weil er befürchtet, sie würde sich nun aufgrund ihres Erfolges einen erfolgreicheren und besser aussehenden Mann suchen. Er versucht, mit den Mitteln der Schönheitschirurgie dagegen anzugehen. Marge liebt jedoch Homer, so wie er ist. |           |                                                           |                                             |                        |                                       |                               |                                |        |
| 408 | 8         | Begräbnis für einen Feind                                 | Funeral for a Fiend                         | 25. Nov. 2007          | 17. Nov. 2008                         | Rob Oliver                    | Michael Price                  | KABF01 |
| Nach einem weiteren gescheiterten Mordversuch an den Simpsons wird Tingeltangel Bob verhaftet und vor einen Richter geführt. Während der Gerichtsverhandlung bricht er zusammen und stellt sich tot. Bei seiner eigenen Feuerbestattung entpuppt sich dies jedoch zu seinem Plan, sich an Bart zu rächen. Im letzten Moment können es die Simpsons verhindern, dass Bart in einem Sarg verbrannt wird. Tingeltangel Bob wird anschließend mit einigen seiner Familienmitglieder verhaftet. |           |                                                           |                                             |                        |                                       |                               |                                |        |
| 409 | 9         | Vergiss-Marge-Nicht                                       | Eternal Moonshine of the Simpson Mind       | 16. Dez. 2007          | 1. Dez. 2008                          | Chuck Sheetz                  | J. Stewart Burns               | KABF02 |
| Homer verliert nach dem Konsum eines starken Drinks die Erinnerung an die letzten Stunden. Während er versucht, diese letzten Stunden zu rekonstruieren, gerät er, durch kurze Erinnerungen, zu der Überzeugung, Marge würde ihn mit Duffman betrügen. Als er sich jedoch, in suizidaler Absicht, von einer Brücke stürzt, landet er auf einem Schiff, wo eine Überraschungsparty, bei der Duffman auftritt, für ihn gefeiert wird. |           |                                                           |                                             |                        |                                       |                               |                                |        |
| 410 | 10        | Hello, Mr. President                                      | E. Pluribus Wiggum                          | 6. Jan. 2008           | 8. Dez. 2008                          | Michael Polcino               | Michael Price                  | KABF03 |
| Amerika ist im Präsidentschaftswahlkampf. Springfield verlegt den Termin für die Vorwahlen vor den Termin von New Hampshire. Bald ist Homer von den vielen Journalisten genervt – es führt zum Beschluss, dass Springfield Ralph Wiggum zum Präsidentschaftskandidaten nominiert, was sich auch auf den landesweiten Wahlkampf auswirkt. |           |                                                           |                                             |                        |                                       |                               |                                |        |
| 411 | 11        | Die wilden 90er                                           | That 90’s Show                              | 27. Jan. 2008          | 15. Dez. 2008                         | Mark Kirkland                 | Matt Selman                    | KABF04 |
| Homer und Marge erzählen von ihren frühen Jahren. Während Marge sich in einen ihrer Universitätsdozenten namens Stefane verliebt, startet Homer mit seiner Grunge-Rockband „Sadgasm“ durch und versucht, Marge wieder für sich zu gewinnen. Marge macht mit dem Dozenten Schluss und kehrt anschließend zu Homer zurück. |           |                                                           |                                             |                        |                                       |                               |                                |        |
| 412 | 12        | Die Liebe in Springfield                                  | Love, Springfieldian Style                  | 17. Feb. 2008          | 9. Feb. 2009                          | Raymond S. Persi              | Don Payne                      | KABF05 |
| Homer, Bart und Marge erzählen Valentintagsgeschichten: Bonnie and Clyde – Homer erzählt die Geschichte von Bonnie und Clyde auf seine Art und Weise. Shady and the Vamp – Marge erzählt eine traurige Version von Susi und Strolch. Sid and Nancy – Bart erzählt die Geschichte von Sid und Nancy nach. deutschsprachige Erstausstrahlung (SF2): 23. Jan. 2009 |           |                                                           |                                             |                        |                                       |                               |                                |        |
| 413 | 13        | Debarted – Unter Ratten                                   | The Debarted                                | 2. März 2008           | 22. Dez. 2008                         | Matthew Nastuk                | Joel H. Cohen                  | KABF06 |
| Die Folge lehnt sich an den Film Departed – Unter Feinden an, sogar die Filmmusik wird verwendet. Bart bekommt einen neuen Kameraden in die Klasse, welcher ihm durch seine Streiche Konkurrenz macht und dadurch beliebter wird als er. Später entpuppt er sich als eine „Ratte“, die von Skinner eingeschleust wurde. Währenddessen lässt Homer sein Auto reparieren und bekommt solange einen luxuriösen Mietwagen, den er nicht mehr hergeben will. |           |                                                           |                                             |                        |                                       |                               |                                |        |
| 414 | 14        | Bei Absturz Mord                                          | Dial ’N’ for Nerder                         | 9. März 2008           | 12. Jan. 2009                         | Bob Anderson                  | Carolyn Omine & William Wright | KABF07 |
| Marge ist über Homers Gewicht nicht mehr so glücklich und setzt ihn auf Diät. Als sie den Verdacht schöpft, dass er seine Diät nicht einhält, schickt sie Sneakers (eine Anlehnung an die Sendung Cheaters) auf Homers Fersen. Währenddessen glauben Bart und Lisa, dass sie versehentlich Martin umgebracht haben, nachdem er von einer Klippe gestürzt ist. Während Nelson den beiden auf die Schliche kommt, taucht Martin wieder auf. |           |                                                           |                                             |                        |                                       |                               |                                |        |
| 415 | 15        | Schall und Rauch                                          | Smoke on the Daughter                       | 30. März 2008          | 19. Jan. 2009                         | Lance Kramer                  | Billy Kimball                  | KABF08 |
| Marge versucht Ballerina zu werden. Als sie jedoch entdeckt, dass sie dafür mittlerweile zu ungelenkig ist, versucht sie Lisa dafür zu begeistern. Lisa scheint zu glauben, dass sie nur durch Passivrauchen eine gute Ballerina sein kann, und wird abhängig von Zigarettenrauch. Homer und Bart freunden sich in der Zeit mit einer Waschbärfamilie an, die bei ihnen im Garten wohnt. Die beiden wollen Lisa von ihrer Nikotinabhängigkeit befreien. Ein Auftritt der Ballerinen endet im Desaster, nachdem Bart und Homer ihre Zigaretten stehlen. |           |                                                           |                                             |                        |                                       |                               |                                |        |
| 416 | 16        | Die Sünden der Väter                                      | Papa Don’t Leech                            | 13. Apr. 2008          | 26. Jan. 2009                         | Chris Clements                | Reid Harrison                  | KABF09 |
| Lisa geht die finanziellen Aufzeichnungen der Stadt durch und entdeckt, dass Springfield Millionen an Steuergeldern fehlen. Daraufhin wird von den meisten Steuerhinterziehern das Geld eingetrieben, die einzige Schuldnerin bleibt die aus einer früheren Episode bekannte Country-Sängerin Lurleen Lumpkin. Während die Polizei versucht, sie zu finden, bleibt Lurleen bei den Simpsons. Sie wird dort mit ihrem Vater wiedervereinigt, der jedoch ihre Songtexte an die Dixie Chicks verkauft. |           |                                                           |                                             |                        |                                       |                               |                                |        |
| 417 | 17        | Rinderwahn                                                | Apocalypse Cow                              | 27. Apr. 2008          | 2. Feb. 2009                          | Nancy Kruse                   | Jeff Westbrook                 | KABF10 |
| Bart tritt der landwirtschaftlich orientierten Jugendorganisation 4-H bei. Er und Lisa retten anschließend einen Bullen vor dem Gang zum Schlachthaus und schenken sie dem Bauernmädchen Mary. Ihr Vater Cletus glaubt irrtümlich, dass das einem Heiratsantrag gleichkommt. Homer und Marge müssen sich daraufhin einen Plan ausdenken, die Hochzeit zu verhindern und gleichzeitig die Kuh zu retten. |           |                                                           |                                             |                        |                                       |                               |                                |        |
| 418 | 18        | Down by Lisa                                              | Any Given Sundance                          | 4. Mai 2008            | 16. Feb. 2009                         | Chuck Sheetz                  | Daniel Chun                    | KABF11 |
| Lisa dreht eine Dokumentation über ihre Familie für ein Schulprojekt. Sie ist völlig begeistert, dass ihr Film anschließend beim Sundance Film Festival vorgeführt werden soll. An der Premiere fallen Homer, Marge und Bart trotz positiver Kritiken aus allen Wolken, als sie merken, in welchem schrägen Licht die Familie da gezeigt wird. |           |                                                           |                                             |                        |                                       |                               |                                |        |
| 419 | 19        | Lebwohl, Mona                                             | Mona Leaves-a                               | 11. Mai 2008           | 23. Feb. 2009                         | Mike B. Anderson & Ralph Sosa | Joel H. Cohen                  | KABF12 |
| Als Homers Mutter Mona wieder bei den Simpsons auftaucht, fällt es ihm schwer, ihr zu vertrauen, da sie ihn mittlerweile so oft verlassen hat. Als Mona unerwartet stirbt, plagen Homer Schuldgefühle, da er ihr nicht mitteilen konnte, wie sehr er sie liebt. Er sieht sich verpflichtet ihren letzten Wunsch zu erfüllen und ihre Asche über den Lake Wastershare im Springfield Monument Park zu verstreuen. Dabei wird verhindert, dass eine Rakete von Mr. Burns startet und Atommüll in den Regenwäldern lagert. |           |                                                           |                                             |                        |                                       |                               |                                |        |
| 420 | 20        | Alles über Lisa                                           | All About Lisa                              | 18. Mai 2008           | 2. März 2009                          | Steven Dean Moore             | John Frink                     | KABF13 |
| Lisa wird die neue Assistentin von Krusty und stiehlt ihm schnell die Schau. Sie bekommt sogar ihre eigene TV-Show und gewinnt den Preis als „Entertainer of the Year“ bei den Springfield Media Awards. Unterdessen sammeln Homer und Bart gemeinsam Münzen. Die letzte fehlende Münze wird bei einer Auktion von Burns ersteigert, welche ihm durch einen Trick entwendet werden kann. |           |                                                           |                                             |                        |                                       |                               |                                |        |